# The Wörld Is Yours
The Wörld Is Yours är Motörheads tjugonde studioalbum, utgivet den 13 december 2010.

## Låtlista
1. Born to Lose – 4:01
2. I Know How to Die – 3:19
3. Get Back In Line – 3:35
4. Devils in My Head – 4:21
5. Rock ’n’ Roll Music – 4:25
6. Waiting for the Snake – 3:41
7. Brotherhood of Man – 5:15
8. Outlaw – 3:30
9. I Know What You Need – 2:58
10. Bye Bye Bitch Bye Bye – 4:04

## Musiker
- Lemmy Kilmister – elbas, sång
- Phil Campbell – gitarr
- Mikkey Dee – trummor